# Estádio Municipal Lúcio Pipino
O Estádio Municipal Lúcio Pipino, conhecido como Gigante da Baixada, é um estádio de futebol localizado na cidade de Umuarama, no estado do Paraná, tem capacidade para 3.000 espectadores.